# Coly
Coly (tiếng Occitan: En Còli) là một xã của Pháp, nằm ở tỉnh Dordogne trong vùng Aquitaine của Pháp.
Coly có diện tích 8,01 km2, dân số năm 2005 là 219 người.

## Thông tin nhân khẩu
| Năm    | 1962 | 1968 | 1975 | 1982 | 1990 | 1999 | 2005 |
| ------ | ---- | ---- | ---- | ---- | ---- | ---- | ---- |
| Dân số | 163  | 159  | 174  | 168  | 193  | 230  | 219  |